# Sangiaccato di İpek
Il sangiaccato di Ipek (in turco İpek sancak, in albanese Sanxhaku i Pejës, in serbo Пећки санџак?) o sangiaccato di Ducagino (in turco Dukakin sancak, in albanese Sanxhaku i Dukagjinit, in serbo Дукађински санџак?) era uno dei sangiaccati dell'Impero ottomano con capoluogo la città di İpek (Peja/Peć), nell'attuale Kosovo.

## Amministrazione
Nelle memorie di viaggio di Fedor Karaczay del 1842, è riportato che il sangiaccato di İpek includeva l'Albania nord-orientale e la maggior parte della pianura di Metochia e aveva tre kadiluk: Dukakin, İpek, Yakova.
Nel 1900-1912 il sangiaccato di İpek aveva quattro kaza (distretti): Peja, Gjakova, Gusinje e Berane.

## Storia
Dukagin (o Ducagino) era in passato il nome di una kaza ottomana (nel sangiaccato di Scutari), che in seguito nel 1520, divenne sangiaccato con il nome di Dukakin sancak (sangiaccato di Ducagino) e compreso nell'Eyalet di Rumelia. Il nome della sede del sangiaccato, İpek, era usato in modo intercambiabile con il nome sangiaccato (İpek sancak).
Il sangiaccato di İpek fu spesso sotto il controllo diretto del sanjak-bey del sangiaccato di Scutari. Nel 1536 Ali-beg, allora sanjak-bey di İpek, fu impiccato per ordine del sultano per gli errori e l'incompetenza nel governare il suo sangiaccato. La popolazione cristiana del sangiaccato si ribellò contro le autorità ottomane, soprattutto negli anni 1550, perché non era in grado di pagare le tasse appena introdotte. Durante una di queste ribellioni al sanjak-bey di Dukakin, Kasim-beg, fu ordinato di reprimere la ribellione con l'aiuto dei sangiaccato di Scutari (İşkodra) e Durazzo (Dıraç), qualora necessario. Nel 1690 il sanjak-bey Mahmud Pasha Hasanbegović attaccò le truppe austriache a İpek durante la grande guerra turca.
Alla fine del 1737, il sanjak-bey Mahmudbegović devastò Vasojevići e perseguitò molte persone nel Sangiaccato di İpek.
I serbi di Peć informarono la Russia dell'uccisione di oltre 100 persone dopo il 1875, nonché del saccheggio del monastero patriarcale e del Visoki Dečani.Nel 1877 il sanjak divenne parte del nuovo Vilayet del Kosovo con sede a Skopje.

### Abolizione ed eventi successivi
Il sangiaccato fu abolito nel 1904.
Alla fine del 1912 durante la prima guerra balcanica, il sangiaccato fu occupato dal Regno del Montenegro e dal Regno di Serbia. Nel 1914 una parte minore del territorio entrò a far parte del neocostituito Principato d'Albania, istituito sulla base del trattato di pace firmato durante la Conferenza di Londra del 1913.

## Elenco dei sanjak-bey
- Ali Bey (in serbo Ali-beg?; fl. 1536)[19]
- Ali-beg (-1537)
- Kasim-beg (att. 1550)
- Mahmud Pasha (in serbo Mahmud-paša Hasanbegović?; fl. 1690)
- Tahir Pasha Mahmud Bey-zade (att. 1717)
- Kurd Mehmed Pasha (1727)[20]
- Mahmudbegovic (att. 1737).[15]